# 발리스틱 보이즈
발리스틱 보이즈 프롬 에그자일 트라이브(영어: BALLISTIK BOYZ from EXILE TRIBE , 일본어: バリスティック・ボーイズ・フロム・エグザイル・トライブ)는 LDH JAPAN 소속의 일본의 7인조 그룹이다.